# 鮑氏星衫魚
鮑氏星衫魚（学名：Astronesthes boulengeri）为輻鰭魚綱巨口鱼目巨口鱼科的其中一種。分布于南半球30°S至40°S間的海域，為深海魚類，棲息深度12-4000公尺，本魚體黑色，具有灰色的發光區塊，分布在背部、腹部及尾柄處，背鰭軟條13-17枚;臀鰭軟條12-18枚，體長可達21公分。

## 扩展阅读
維基物種上的相關：鮑氏星衫魚